# Athanásios Kanellópoulos
Athanásios Kanellópoulos (en grec moderne : Αθανάσιος Κανελλόπουλος, né en 1923 à Andrítsena et mort le 16 décembre 1994) est un homme politique grec de la Nouvelle Démocratie (ND).

## Biographie
Il étudie le droit, les sciences politiques et l'économie et obtient un doctorat en sciences politiques et économiques.
Il commence sa carrière professionnelle en 1948 en tant que conseiller du ministre de la Coordination avant de prendre la direction de la rédaction financière du magazine Οικονομικός Ταχυδρόμος en 1950. Il publie également des articles sur la finance et l'économie dans d'autres magazines spécialisés. En 1963, il est nommé Professeur d'économie à l'Université du Pirée, où il enseigne jusqu'au début de la dictature militaire grecque, le 21 avril 1967.
Il commence également sa carrière politique et est élu député pour la première fois en 1963, puis réélu en 1964, il est également représentant de la circonscription électorale d'Elis jusqu'au début de la dictature militaire. Parallèlement, de février 1964 à juin 1965, il est Secrétaire d'État à la coordination au sein du gouvernement du Premier ministre Georgios Papandreou.
Il retourne ensuite à son poste de rédacteur financier avant de rejoindre l'Organisation des Nations unies à New York en tant qu'expert financier entre 1969 et 1970. L'ONU l'envoie ensuite en Libye en tant que directeur d'une équipe d'experts en politique économique et d'un programme quinquennal.
De retour en Grèce après la fin de la dictature militaire, il retourne à l'Université du Pirée en 1974 comme professeur à la Graduate School of Industry. En 1976, il devient également professeur invité de sociologie et d'économie à la London School of Economics and Political Science (LSE).
En 1974 il reprend sa carrière politique et est réélu au Parlement comme candidat de la Nouvelle Démocratie, dont il reste membre jusqu'à sa mort après ses réélections en 1977, 1981, 1985, juin 1989 et octobre 1993.
Après avoir formé le Gouvernement d'unité nationale, il est nommé Ministre du commerce en juillet 1974 par le Premier Ministre Konstantinos Karamanlis. Après un remaniement gouvernemental, il est ministre des Finances dans son cabinet de mai 1978 à mai 1980. Dans le gouvernement de Geórgios Rállis, successeur de Karamanlis comme Premier ministre, il est ministre de l'Agriculture entre mai 1980 et juin 1981.
Après la victoire de la ND lors de la réélection du Mouvement socialiste panhellénique (PASOK) aux élections législatives de juin 1989, le nouveau Premier ministre Tzannís Tzannetákis le nomme au poste de ministre au Cabinet du Premier ministre en juillet 1989, poste qu'il occupe jusqu'à la fin du mandat de Tzannetakis en octobre 1989.
En avril 1990, il devient vice-premier ministre dans le cabinet du premier ministre Konstantínos Mitsotákis. Dans le même temps, il assume les fonctions de ministre de la Justice, qu'il occupe jusqu'à son remplacement par Michalis Papakonstantinou (en) le 8 août 1991. Il occupe le poste de vice-premier ministre jusqu'au 21 février 1992.
Aux élections législatives du 10 octobre 1993, il obtient le deuxième pourcentage le plus élevé de voix d'un candidat de la ND.
Il meurt le 16 décembre 1994.